# The Trust
The Trust ist ein englischer Thriller von Alex und Ben Brewer, der am 13. März 2016 im Rahmen des South by Southwest Film Festivals seine Premiere feierte, am 14. April 2016 exklusiv beim Pay-TV-Anbieter DirecTV erstmals im Fernsehen gezeigt wurde und am 13. Mai 2016 in die US-amerikanischen Kinos kam.

## Handlung
Der junge Polizeisergeant David Waters und sein älterer Chef und Freund Lieutenant Jim Stone arbeiten beide in der Asservatenstelle des Las Vegas Metropolitan Police Department. Desillusioniert und gelangweilt von ihrer Arbeit, fällt es ihnen auch schwer, finanziell über die Runden zu kommen.
Bei der Durchsicht der Fallakten stößt Jim auf einen mysteriösen Fall: ein eher kleiner Drogendealer, der gegen Kaution aus der Untersuchungshaft entlassen wurde – bezahlt mit 200.000 US-Dollar in bar –, was darauf hindeutet, dass dieser Dealer Zugang zu großen Geldbeträgen hat.
Während seiner Urlaubstage führt Jim in dem Hotel, in dem der Drogendealer arbeitet, eine unerlaubte verdeckte Überwachung durch. Er entdeckt, dass alle Waren, die die Bande des Händlers transportiert, in ein Gebäude gebracht und nie wieder herausgebracht werden. David erwirbt Baupläne vom Bezirksplanungsamt und entdeckt, dass die Bande einen großen Safe im hinteren Teil eines industriellen Gefrierschranks im Gebäude gebaut hat. Als Jim und David feststellen, dass der Safe unbewacht ist, beschließen sie, in den Safe einzubrechen und den Inhalt zu stehlen. Sie ermitteln den genauen Standort des Tresors und besorgen sich aus Deutschland eine Standbohrmaschine und einen Diamantbohrer, um in die Tresortür zu bohren. Außerdem kaufen sie auf dem Schwarzmarkt Schusswaffen, um sie anstelle ihrer Dienstpistolen zu verwenden, und bezahlen alles mit illegal erworbenem Bargeld von einem korrupten Kollegen. Der komplizierte Plan erfordert, dass sie von der Wohnwohnung über dem Gefrierschrank aus in die Tresortür bohren, um den Safe angreifen zu können, ohne „ausfallsichere“ Türschlösser auszulösen. Ein Großteil des Raubüberfalls ist bis ins kleinste Detail geplant, doch der Plan für den Umgang mit demjenigen, der sich in der Zielwohnung aufhält, bleibt unklar.
Am Tag des Diebstahls brechen die beiden in die Wohnung über dem Gefrierschrank ein, kommen aber mit den beiden Bewohnern, einem Mann und einer Frau, nicht besonders gut zurecht. Sie halten die beiden zurück und dämpfen sie, aber Jim schießt schließlich auf den Mann und tötet ihn, nachdem ein Spuckvorfall schiefgeht. Sie benötigen zwei normale Bohrer, die durch den Beton gehen, der die beiden Räume trennt. Dann benutzen sie den Diamantbohrer, um in die Tresortür zu gelangen, aber die Bohrmaschine funktioniert nicht mehr, als ein Antriebsriemen reißt. Da sie keine Ersatzgürtel haben, bauen die beiden einen improvisierten Sprengstoff, um das Loch zu schließen. Sobald das Loch fertig ist, beobachtet Jim mit einem langen, flexiblen Zystoskop die Zuhaltungen des Safes, während David das Zifferblatt des Safes manipuliert. Nachdem jede Nummer identifiziert wurde, schreibt David sie an die Safetür. Als die Tür geöffnet wird, entdecken die beiden, dass der High-Tech-Tresor mit außergewöhnlich hochwertigen Edelsteinen und Bargeld gefüllt ist. Jim ist hocherfreut, aber David macht sich Sorgen, dass der Diebstahl so vieler Wertsachen von der Bande dazu führen könnte, dass sie aufgespürt und getötet werden. Sie beschließen, in Vorbereitung auf die Abreise in die Wohnung zurückzukehren, um aufzuräumen, und David schließt den Safe hinter sich ab, als die beiden wieder nach oben gehen.
In der Wohnung entwickelt David Mitgefühl für die überlebende weibliche Geisel. Sie bittet David, ihren Mann anzurufen, damit sie sich um ihren dreijährigen Sohn kümmern kann – David stimmt zu und die Frau führt ein sehr kurzes Gespräch mit demjenigen, der ans Telefon geht. Bevor sie gehen, erklären sie die Übung und besprechen, was noch zu tun ist. Als Jim und David zum Safe zurückkehren, entdeckt Jim, dass David nicht nur die Safetür wieder verschlossen, sondern auch die Zahlenkombination gelöscht hat. Wütend bedroht Jim David mit vorgehaltener Waffe und zwingt ihn, den Safe zu öffnen. Die Wertsachen werden in Taschen verladen und Jim beginnt, Taschen in ihren Van zu laden. Doch als David die Frau töten will, bekommt er kalte Füße und erschießt stattdessen Jim.
David legt alle Wertsachen zurück in den Safe, lädt die Frau als Geisel in den Lieferwagen und verspricht ihr, dass er sie freilassen wird, wenn sie weit genug von der Stadt entfernt sind. Während sie auf einem verlassenen Straßenabschnitt fahren, ist der Transporter von anderen Fahrzeugen umgeben, darunter dem Lastwagen eines Auftragnehmers, auf dem die Telefonnummer eines Unternehmens steht – dieselbe Telefonnummer, die die Frau zuvor von David angerufen hatte. David versucht, sich als Polizist auszugeben, wird jedoch erschossen, und der Film endet damit, dass Beweisstücke aus dem Auto und dem Raubüberfall katalogisiert und in der Asservatenstelle eingelagert werden, in der David und Jim früher gearbeitet haben.

## Produktion

### Stab
Die Brüder Alex und Ben Brewer übernahmen die Regie. Zudem arbeitete Ben Brewer gemeinsam mit Adam Hirsch am Drehbuch zum Film.

### Besetzung
Für die Hauptrollen der korrupten Polizisten Jim Stone und David Waters wurden Nicolas Cage und Elijah Wood verpflichtet. Jerry Lewis spielte als Vater von Cage die letzte Filmrolle vor seinem Tod im folgenden Jahr.

## Rezeption
Der Film wurde von 63 Prozent der Kritiker bei Rotten Tomatoes positiv bewertet (von 46 Kritikern insgesamt). Die durchschnittliche Wertung liegt bei 5,5 von 10 Punkten.
Justin Chang von Variety meint, Cage sorge im Film für eine Reihe spannungstötender Lacher und das Ergebnis reiche nicht annähernd an seine früheren darstellerischen Leistungen heran.